# Real Salt Lake
A Real Salt Lake egy amerikai labdarúgócsapat, amelynek székhelye az Utah állambeli Sandy városában található. A klubot 2004. július 14-én alapították és 2005 óta az észak-amerikai első osztályban, a Major League Soccer-ben szerepel. Hazai mérkőzéseit a 20 213 néző befogadására alkalmas America First Fieldben játssza. 
A 2009-es szezonban megszerezték a bajnoki címet, majd 2013-ban újra a döntőig meneteltek, ám büntetőkkel elvesztették a mérkőzést a Sporting Kansas City csapatával szemben. 2011-ben bejutottak a CONCACAF Bajnokok Ligája döntőjébe, ahol a mexikói Monterrey ellen kaptak ki, 3–2-re.

## Játékoskeret
2025. április 26. szerint.
| #  |     | Poszt | Név                                        |
| -- | --- | ----- | ------------------------------------------ |
| 1  | BRA | K     | Rafael Cabral                              |
| 3  | USA | V     | Kobi Henry (kölcsönben a Reims csapatától) |
| 4  | COL | V     | Brayan Vera                                |
| 6  | PAR | KP    | Braian Ojeda                               |
| 7  | ARG | KP    | Pablo Ruiz                                 |
| 8  | USA | KP    | Diego Luna                                 |
| 10 | POR | KP    | Diogo Gonçalves                            |
| 11 | POL | KP    | Dominik Marczuk                            |
| 12 | JAM | CS    | Matthew Bell                               |
| 13 | COL | KP    | Nelson Palacio                             |
| 14 | USA | KP    | Emeka Eneli                                |
| 15 | USA | V     | Justen Glad                                |
| 16 | USA | CS    | Tyler Wolff                                |
| 17 | AUS | CS    | Lachlan Brook                              |
| 18 | USA | K     | Zac MacMath                                |
| 19 | USA | V     | Bode Hidalgo                               |
| 21 | CIV | CS    | Axel Kei                                   |
| 23 | AUS | CS    | Ariath Piol                                |
| 24 | USA | K     | Max Kerkvliet                              |

| #  |     | Poszt | Név                 |
| -- | --- | ----- | ------------------- |
| 25 | USA | V     | Philip Quinton      |
| 27 | GHA | CS    | Forster Ajago       |
| 29 | USA | V     | Sam Junqua          |
| 30 | USA | KP    | Owen Anderson       |
| 31 | USA | K     | Mason Stajduhar     |
| 32 | USA | V     | Zackery Farnsworth  |
| 33 | USA | V     | Tommy Silva         |
| 34 | USA | KP    | Luca Moisa          |
| 36 | ESP | CS    | Jesús Barea         |
| 37 | USA | V     | Luis Rivera         |
| 38 | USA | KP    | Jude Wellings       |
| 39 | USA | CS    | Aiden Hezarkhani    |
| 40 | USA | CS    | Omar Marquez        |
| 53 | USA | V     | Juan Gio Villa      |
| 72 | USA | CS    | Zavier Gozo         |
| 91 | JAM | V     | Javain Brown        |
| 92 | GER | KP    | Noel Caliskan       |
| 98 | GRE | V     | Alexandros Katranis |
| —  | SCO | CS    | Johnny Russell      |
| —  | NGR | CS    | William Agada       |

## Vezetőedzők
| Név             | Évek      |
| --------------- | --------- |
| John Ellinger   | 2005–2007 |
| Jason Kreis     | 2007–2013 |
| Jeff Cassar     | 2013–2017 |
| Daryl Shore     | 2017      |
| Mike Petke      | 2017–2019 |
| Freddy Juarez   | 2019–2021 |
| Pablo Mastroeni | 2021–     |

## Sikerlista
- MLS
  - Bajnok (1): 2009
  - Ezüstérmes (1): 2013

- US Open Cup
  - Döntős (1): 2013

- CONCACAF-bajnokok ligája
  - Döntős (1): 2010–11

## További hivatkozások
- Hivatalos honlapja